# ژلتائو (استان ژامبیل)
ژلتائو (قزاقی: Желтау) یک کوه در کشور قزاقستان است.